# Temporada 1987-88 de los Philadelphia 76ers
La temporada 1987-88 fue la trigésimo novena de los Philadelphia 76ers en la NBA, y la vigésimo quinta en Filadelfia, Pensilvania, tras haber jugado hasta entonces en Syracuse bajo el nombre de Syracuse Nationals. La temporada regular acabó con 36 victorias y 46 derrotas, ocupando el décimo puesto de la conferencia Este, no logrando clasificarse para los playoffs.

## Elecciones en elDraft
| Ronda | Puesto | Jugador        | Posición  | Nacionalidad   | Universidad       |
| ----- | ------ | -------------- | --------- | -------------- | ----------------- |
| 1     | 16     | Chris Welp     | Pívot     | Alemania       | Washington        |
| 2     | 39     | Vincent Askew  | Escolta   | Estados Unidos | Memphis           |
| 2     | 43     | Andrew Kennedy | Alero     | Jamaica        | Virginia          |
| 3     | 57     | Hansi Gnad     | Ala-Pívot | Alemania       | Alaska-Anchorage* |

## Temporada regular
| División Atlántico   | División Atlántico | División Atlántico | División Atlántico | División Atlántico | División Atlántico | División Atlántico | División Atlántico | División Atlántico |
| Equipo               | G                  | P                  | %                  | PD                 | Casa               | Fuera              | Div                |                    |
| -------------------- | ------------------ | ------------------ | ------------------ | ------------------ | ------------------ | ------------------ | ------------------ | ------------------ |
| y-Boston Celtics     | 57                 | 25                 | .695               | –                  | 36–5               | 21–20              | 19–5               |                    |
| x-Washington Bullets | 38                 | 44                 | .463               | 19                 | 25–16              | 13–28              | 13–11              |                    |
| x-New York Knicks    | 38                 | 44                 | .463               | 19                 | 29–12              | 9–32               | 10–14              |                    |
| Philadelphia 76ers   | 36                 | 46                 | .439               | 21                 | 27–14              | 9–32               | 12–12              |                    |
| New Jersey Nets      | 19                 | 63                 | .232               | 38                 | 16–25              | 3–38               | 6–18               |                    |

## Estadísticas
| Rk | Jugador          | Edad | P  | PT | MP   | TC  | TCI  | %TC  | T3  | T3I | %T3  | TL  | TLI  | %TL  | RO  | RD  | RT   | AS  | RB  | TAP | BP  | FP  | PTS  |
| -- | ---------------- | ---- | -- | -- | ---- | --- | ---- | ---- | --- | --- | ---- | --- | ---- | ---- | --- | --- | ---- | --- | --- | --- | --- | --- | ---- |
| 1  | Charles Barkley  | 24   | 80 | 80 | 39.6 | 9.4 | 16.0 | .587 | 0.6 | 2.0 | .280 | 8.9 | 11.9 | .751 | 4.8 | 7.1 | 11.9 | 3.2 | 1.3 | 1.3 | 3.8 | 3.5 | 28.3 |
| 2  | Mike Gminski     | 28   | 47 | 47 | 37.6 | 6.2 | 13.9 | .445 | 0.0 | 0.0 |      | 4.5 | 4.8  | .938 | 3.5 | 7.0 | 10.5 | 1.8 | 0.8 | 1.8 | 2.0 | 2.1 | 16.9 |
| 3  | Maurice Cheeks   | 31   | 79 | 79 | 36.3 | 5.4 | 10.9 | .495 | 0.0 | 0.3 | .136 | 2.9 | 3.5  | .825 | 0.7 | 2.5 | 3.2  | 8.0 | 2.1 | 0.3 | 2.0 | 1.5 | 13.7 |
| 4  | Cliff Robinson   | 27   | 62 | 51 | 34.0 | 7.8 | 16.8 | .464 | 0.0 | 0.1 | .222 | 3.4 | 4.7  | .717 | 1.9 | 4.7 | 6.5  | 2.1 | 1.3 | 0.6 | 2.6 | 3.1 | 19.0 |
| 5  | Roy Hinson       | 26   | 29 | 10 | 29.1 | 4.2 | 9.4  | .452 | 0.0 | 0.0 | .000 | 3.1 | 4.3  | .718 | 1.8 | 4.0 | 5.8  | 0.9 | 0.8 | 2.3 | 2.2 | 3.1 | 11.6 |
| 6  | Tim McCormick    | 25   | 23 | 17 | 26.1 | 3.1 | 6.0  | .514 | 0.0 | 0.0 |      | 1.6 | 2.3  | .698 | 2.1 | 4.1 | 6.3  | 1.1 | 0.6 | 0.3 | 1.5 | 3.3 | 7.8  |
| 7  | David Wingate    | 24   | 61 | 22 | 23.3 | 3.6 | 8.9  | .400 | 0.2 | 0.7 | .250 | 1.6 | 2.2  | .750 | 0.7 | 0.9 | 1.7  | 2.0 | 0.8 | 0.4 | 1.7 | 2.0 | 8.9  |
| 8  | Albert King      | 28   | 72 | 44 | 22.1 | 2.9 | 7.5  | .391 | 0.2 | 0.7 | .347 | 1.1 | 1.4  | .757 | 1.0 | 2.0 | 3.0  | 1.5 | 0.5 | 0.3 | 1.3 | 3.0 | 7.2  |
| 9  | Gerald Henderson | 32   | 69 | 3  | 20.8 | 2.7 | 6.4  | .431 | 1.0 | 2.3 | .421 | 2.0 | 2.4  | .810 | 0.4 | 1.0 | 1.4  | 3.2 | 1.0 | 0.1 | 1.8 | 2.5 | 8.4  |
| 10 | Ben Coleman      | 26   | 43 | 14 | 19.6 | 2.6 | 5.0  | .516 | 0.0 | 0.0 | .000 | 1.8 | 2.3  | .752 | 1.3 | 2.8 | 4.1  | 0.5 | 0.3 | 0.6 | 1.3 | 2.8 | 6.9  |
| 11 | Andrew Toney     | 30   | 29 | 15 | 18.0 | 2.5 | 5.9  | .421 | 0.3 | 0.9 | .333 | 2.0 | 2.5  | .806 | 0.3 | 1.3 | 1.6  | 3.7 | 0.4 | 0.2 | 1.7 | 1.2 | 7.3  |
| 12 | Vincent Askew    | 21   | 14 | 2  | 16.7 | 1.6 | 5.3  | .297 | 0.0 | 0.0 |      | 0.6 | 0.8  | .727 | 0.4 | 1.1 | 1.6  | 2.4 | 0.7 | 0.4 | 0.9 | 0.9 | 3.7  |
| 13 | Dave Henderson   | 23   | 22 | 1  | 16.0 | 2.1 | 5.3  | .405 | 0.0 | 0.0 | .000 | 1.5 | 2.1  | .681 | 0.5 | 1.1 | 1.6  | 1.5 | 0.5 | 0.2 | 1.8 | 1.9 | 5.7  |
| 14 | Mark McNamara    | 28   | 42 | 18 | 13.8 | 1.2 | 3.2  | .391 | 0.0 | 0.0 |      | 1.1 | 1.6  | .727 | 1.6 | 2.2 | 3.7  | 0.4 | 0.1 | 0.3 | 0.6 | 1.6 | 3.6  |
| 15 | Danny Vranes     | 29   | 57 | 5  | 13.5 | 0.9 | 2.1  | .438 | 0.0 | 0.1 | .000 | 0.3 | 0.6  | .429 | 0.8 | 1.3 | 2.1  | 0.6 | 0.5 | 0.6 | 0.4 | 1.8 | 2.1  |
| 16 | Chris Welp       | 24   | 10 | 0  | 13.2 | 1.8 | 3.1  | .581 | 0.0 | 0.0 |      | 1.2 | 1.8  | .667 | 1.1 | 1.3 | 2.4  | 0.5 | 0.5 | 0.5 | 0.9 | 2.5 | 4.8  |
| 17 | Steve Colter     | 25   | 12 | 0  | 12.7 | 1.3 | 3.3  | .375 | 0.0 | 0.0 |      | 0.6 | 0.8  | .778 | 0.6 | 0.9 | 1.5  | 2.2 | 0.5 | 0.0 | 0.9 | 1.7 | 3.1  |
| 18 | Bob Thornton     | 25   | 41 | 2  | 12.4 | 1.4 | 2.7  | .532 | 0.0 | 0.0 | .000 | 0.7 | 1.1  | .617 | 1.0 | 1.4 | 2.4  | 0.3 | 0.2 | 0.1 | 0.7 | 2.0 | 3.6  |

## Galardones y récords
| Jugador         | Galardón                          |
| Charles Barkley | Mejor quinteto de la NBA All-Star |
| Maurice Cheeks  | All-Star                          |